# Emil Leisler
Emil Achilles Leisler (zur Abgrenzung zu seinem Bruder auch Leisler der Jüngere) (* 27. Februar 1805 in Niederwalluf; † 18. September 1869 in Wiesbaden) war ein deutscher Jurist und Abgeordneter.
Leisler war der Sohn des Hofgerichtsadvocaten und -prokurator Johann Adam Leisler und dessen Ehefrau Augusta Friederike geborene Wurm. Der Jurist und Abgeordnete Johann Ernst Christoph Achilles Leisler (1795–1875) war sein Bruder. Leisler war evangelischer Konfession.
Leisler studierte ab 1825 Rechtswissenschaften in Marburg und Göttingen und schloss das Studium mit der Promotion zum Dr. jur. ab. Danach war er Advocat in Höchst am Main. 1841 wurde er Amtsprokurator und wechselte 1844 in gleicher Funktion in die Landeshauptstadt Wiesbaden. Bis 1867 war er Oberappellationsgerichtsprokurator, dann Rechtsanwalt.
Er war Teilnehmer an der Heidelberger Versammlung der 51 und Mitglied des Vorparlaments. Politisch vertrat er liberale Positionen.